# Courtney Ford
Courtney Ford (* 27. června 1978, Huntington Beach, Kalifornie, USA) je americká herečka. Proslavila se rolí Christine Hill v seriálu Dexter (2009), Portia Bellefleur v seriálu Pravá krev (2011), Lily v seriálu Famílie (2012), Tonia Pyne v seriálu Murder in the First (2014), Kate Taylor v seriálu Pomsta (2014), Kelly Kline v seriálu Lovci duchů (2016-2018) a Nory Darhk v seriálu Legends of Tomorrow (2017–dosud).

## Kariéra
V roce 2008 přemýšlela u ukončení své kariéry, která podle ní po deset let stagnovala. Zúčastnila se však konkurzu na roli reportérky Christine Hillové a roli v seriálu stanice Showtime Dexter. 
V roce 2011 byla obsazena do role Portia Bellefleur v seriálu stanice HBO Pravá krev. V roce 2012 získala roli Lily v seriálu Famílie. V roce 2014 si zahrála hostující role v seriálech Murder in The First a Pomsta. Během let 2016 až 2018 hrála roli Kelly Kline v seriálu Lovci duchů. V roce 2017 získala roli Nory Darhk v seriálu Legends of Tomorrow, kde hraje po boku svého manžela Brandona Routha.

## Osobní život
V roce 23. srpna 2006 se zasnoubila s hercem Brandonem Routhem. Pár se vzal dne 24. listopadu 2007 na El Capitan Ranch v Santa Barbaře. Jejich první dítě, syn, se narodil dne 10. srpna 2012.

## Filmografie

### Film
| Rok  | Název            | Role          | Poznámky            |
| ---- | ---------------- | ------------- | ------------------- |
| 1998 | Pivní bratři     | dívka         |                     |
| 2004 | Venku            | Devi          | krátkometrážní film |
| 2006 | Denial           | Žena          | krátkometrážní film |
| 2008 | Alien Raiders    | Sterling      |                     |
| 2008 | Fling            | Sam           |                     |
| 2011 | Dobrý doktor     | Stephanie     |                     |
| 2011 | Sironia          | Amanda        |                     |
| 2014 | Missing William  | Abigail Leeds |                     |
| 2015 | Perfektní shoda  | Valentine     |                     |
| 2017 | Back To Love     | Erica         |                     |
| 2018 | The Front Runner | Lynn Armandt  |                     |

### Televize
| Rok     | Název                      | Role                                     | Poznámky                                       |
| ------- | -------------------------- | ---------------------------------------- | ---------------------------------------------- |
| 2000    | Případ pro Sam             | Žena                                     | díl: „Besieged“                                |
| 2001    | Moesha                     | Rita                                     | díl: „Saving Private Rita“                     |
| 2003    | Situace: Ohrožení          | Staci                                    | díl: „Cold Cash“                               |
| 2006    | Just for Kicks             |                                          | díl: „Alexa in Charge“                         |
| 2006    | Ošklivka Betty             | MW                                       | díl: „Fake Plastic Snow“                       |
| 2008    | Můj přítel Monk            | Emily Carter                             | díl: „Pan Monk je zhypnotizován“               |
| 2008    | Jak jsem poznal vaši matku | Vicky                                    | díl: „Naháč“                                   |
| 2008    | Myšlenky zločince          | Austin                                   | díl: „Svůdce“                                  |
| 2009    | Odložené případy           | Tory Roberts                             | díl: „Nejnovější zprávy“                       |
| 2009    | Dexter                     | Christine Hill                           | vedlejší role, 11 dílů                         |
| 2010    | Lidský terč                | Laura                                    | díl: „Rewind“                                  |
| 2010    | Chirurgové                 | Jill Meyer                               | díl: „Dokonalá shoda“                          |
| 2010    | Námořní vyšetřovací služba | Petty důstojník, 2. třída Kaylen Burrows | díl: „Pravý patriot“                           |
| 2010    | Upíří deníky               | Vanessa Monroe                           | díl: „Bad Moon Rising“                         |
| 2011    | Pravá krev                 | Portia Bellefleur                        | 5 dílů                                         |
| 2011    | V těle boubelky            | Gwen Walsh                               | díl: „Bride-a-Palooza“                         |
| 2011    | Kriminálka New York        | Nicole Moore                             | díl: „Cavallino Rampante“                      |
| 2011    | NTSF: SD: SUV              | Evropská žena                            | díl: „I Left My Heart in Someone's Coole“      |
| 2011    | Teorie velkého třesku      | Alice                                    | díl: „Fluktuace dobráctví“                     |
| 2011    | Hawaii 5-0                 | Suzy Green                               | díl: „Identita“                                |
| 2012    | Famílie                    | Lilie                                    | 6 dílů                                         |
| 2014    | Murder In The First        | Tonia Pyne                               | 4 dílů                                         |
| 2014    | Pomsta                     | Kate Taylorová                           | 3 díly                                         |
| 2015    | Kept Woman                 | Jessica Crowderová                       | Televizní film                                 |
| 2016    | Castle na zabití           | Courtney                                 | díl: „Spolek největších detektivů“             |
| 2016-18 | Lovci duchů                | Kelly Kline                              | 7 dílů                                         |
| 2017    | August Creek               | Erica                                    | TV film                                        |
| 2017–21 | Legends of Tomorrow        | Nora Darhková                            | vedlejší role (3. řada), hlavní role (4. řada) |

### Videohry
| Rok  | Název          | Role         | Poznámky |
| ---- | -------------- | ------------ | -------- |
| 2008 | Gears of War 2 | Maria        |          |
| 2015 | Fallout 4      | Piper Wright |          |